# Formica vinculans
Formica vinculans é uma espécie de formiga do gênero Formica, pertencente à subfamília Formicinae.